# Hallo Caesar!
Hallo Caesar! ist eine 1926 entstandene, deutsche Stummfilmkomödie von und mit Reinhold Schünzel.

## Handlung
Artist Caesar hat schon bessere Tage gesehen. Der talentierte Jongleur hat Schwierigkeiten, ein Anschlussengagement zu finden, und unternimmt daher von Berlin aus eine Reise in die böhmische Kurstadt Karlsbad, wo er den dort angeblich Erholungsurlaub machenden, amerikanischen Varietédirektor Willard treffen will. Caesar möchte sich dem allgewaltigen Showman andienen, damit dieser ihm eine Verpflichtung auf die andere Seite des Atlantiks ermöglicht. Als er vor Ort Willard kennen zu lernen glaubt, verwechselt Caesar ihn jedoch mit einem gewissen Herrn Lehmann und baggert auch noch recht unverfroren dessen ebenso hübsche wie junge Tochter an.
Caesar lässt nichts unversucht, Willard/Lehmann mit seinen Taschenspielertricks zu beeindrucken. Dadurch bekommt der junge Artist gar nicht mit, dass die Tochter seiner Zimmerwirtin, Rosl Svoboda, in der Zwischenzeit längst ein Auge auf ihn geworfen hat. Als es dann auch noch zu einem Hotelbrand kommt, gerät schließlich alles durcheinander. Nachdem jedoch die Rauchschwaden verflogen sind, sieht Caesar deutlich klarer und erhält für all seine Mühen sowohl einen Vertragsabschluss als auch noch eine neue Braut.

## Produktionsnotizen
Hallo Caesar! wurde im Juni und Juli 1926 in Berlin und Karlsbad (Außendrehs) gedreht und passierte die Zensur am 4. August 1926. Der Film besaß eine Länge von 2596 Metern, verteilt auf sechs Akte. Die Uraufführung fand am 5. Mai 1927 in Berlins Mozartsaal statt.
Aufnahmeleiter Fritz Grossmann war der Mann von Schünzels Schwester Elsa Schünzel. Hans Sohnle und Otto Erdmann entwarfen die Filmbauten.

## Wissenswertes
Schünzels Inszenierung kann als eine ins Film-Komödiantische gegossene Reaktion auf den zu dieser Zeit grassierenden, allgemeinen Exodus führender deutschsprachiger Filmfachkräfte in Richtung Vereinigte Staaten und Hollywood gewertet werden. Nachdem Ernst Lubitsch bereits Ende 1922 als erster bedeutender deutscher Filmkünstler seine Heimat in Richtung Amerika verlassen hatte, reisten im Drehjahr von Hallo Caesar!, 1926, zuhauf Berliner Filmgrößen wie F. W. Murnau, E. A. Dupont, Conrad Veidt, Berthold Viertel, Paul Ludwig Stein und Lya de Putti über den Atlantik. Hallo Caesar! machte sich in nur leicht verklausulierter Form über den Hang deutscher Filmschaffender, besonders in Hollywood ihr Heil zu suchen, lustig.
Duplizität der Ereignisse: So, als wollte Hollywood den Beweis für die Richtigkeit der in Hallo Caesar! aufgezeigten Prämisse unter Beweis stellen, verbrachte just zur Drehzeit dieser deutschen Komödie der Hollywood-Filmtycoon Carl Laemmle seinen alljährlichen Urlaub in der Kurstadt Karlsbad, und wurde dort von zahlreichen Berliner Filmschaffenden hofiert, wie die Lichtbildbühne in ihrer Ausgabe vom 7. Juli 1926 zu berichten wusste. Schünzel hingegen blieb nicht nur 1926, sondern selbst über das Zäsurjahr 1933 hinweg im Deutschen Reich und verließ seine alte Heimat erst, als ein weiteres Verweilen Gefahr für sein Leib und Leben bedeutet hätte, was ihm übrigens unter den Exilanten der deutschen Film-Gemeinde Hollywoods heftige Kritik einbringen sollte.

## Kritiken
Der Film-Kurier sah in seiner Ausgabe vom 6. Mai 1927 durch Schünzel die „komische Tradition“ Mitteleuropas gegenüber Hollywood-Komikern wie Harold Lloyd gewahrt und behauptete, dass er mitnichten amerikanische Vorbilder kopiere, während die Lichtbildbühne in ihrer Ausgabe Nr. 108/1927 darauf verwies, dass Schünzel mit dieser Inszenierung lediglich auf die Lacher des Publikums bei jeder erdenklichen Situation abziele, anstatt große Anforderungen gegenüber dem filmischen Unterhaltungswert zu stellen. Darüber hinaus konstatierte letztgenannte Publikation, dass es dem Film an Struktur und einer zentralen Idee mangele und dass sich Schünzel mit Hallo Caesar! auf rutschigem Untergrund befände.